# Concurs de gossos d'Atura de Torroella de Montgrí
Dins la tradicional Fira de Sant Andreu, una de les fires de més arrel i tradició de Catalunya, se celebra des de l'any 1992 el Concurs de Gossos d'Atura de Torroella de Montgrí. Organitzat des dels seus inicis per Jordi Muxach i Pagès.
Des de l'any 2004 el trofeu atorgat al campió porta el nom de Coloma, campiona 5 vegades entre els anys 1993-1998.

## Prova
Consta de dues proves :
- La primera prova està subdividida en quatre: 
  - El pastor ha de manar el gos a buscar les ovelles. Ho podrà fer per la dreta o per l'esquerra.
  - El gos ha de portar les ovelles en línia recta i les ha de fer passar per darrere el pastor.
  - Les ovelles hauran de fer un triangle amb els portells que hi haurà a la dreta i l'esquerra. El pastor només disposarà d'un intent.
  - Les ovelles s'hauran de posar dins un cercle que hi haurà davant del pastor. Una vegada dins i amb l'ajuda del pastor, el gos n'haurà de separar dues d'una totalitat de set.

- La segona prova: 
  - El gos haurà d'anar a buscar les ovelles i portar-les en línia recta al cercle. Un cop a dins, el pastor traurà un senyal que portarà una de les set ovelles. Seguidament, tornarà al seu lloc i començarà a donar les ordres necessàries perquè el gos faci entrar i sortir les ovelles del corral. En aquesta última prova la jutgessa anirà restant els punts que cregui necessaris. El màxim de punts per realitzar aquesta prova serà

## Historial
| Edició | Data       | Gos       | Pastor                  | Procedència                 |
| ------ | ---------- | --------- | ----------------------- | --------------------------- |
| I      | 1992       | Taca      | Jordi Muxach Pagès      | L'Estartit, Girona          |
| II     | 1993       | Coloma    | Jordi Muxach Pagès      | L'Estartit, Girona          |
| III    | 1994       | Coloma    | Jordi Muxach Pagès      | L'Estartit, Girona          |
| IV     | 1995       | Miska     | Josep Maria Bosch       | Riumors, Girona             |
| V      | 1996       | Coloma    | Jordi Muxach Pagès      | L'Estartit, Girona          |
| VI     | 1997       | Coloma    | Jordi Muxach Pagès      | L'Estartit, Girona          |
| VII    | 1998       | Coloma    | Jordi Muxach Pagès      | L'Estartit, Girona          |
| VIII   | 1999       | Sit       | Jordi Muxach Pagès      | L'Estartit, Girona          |
| IX     | 2000       | Flax      | Josep Maria Bosch       | Riumors, Girona             |
| X      | 2001       | Sit       | Jordi Muxach Pagès      | L'Estartit, Girona          |
| XI     | 2002       | Sit       | Jordi Muxach Pagès      | L'Estartit, Girona          |
| XII    | 2003       | Txuti     | Pello Pagadizábal       | Guipúscoa                   |
| XIII   | 2004       | Una       | Armand Flaujat          | Bellver de Cerdanya, Girona |
| XIV    | 2005       | Blanca    | Jordi Muxach Pagès      | L'Estartit, Girona          |
| XV     | 2006       | Dària     | Jordi Muxach Pagès      | L'Estartit, Girona          |
| XVI    | 2007       | Nuca      | José Maria Pleguezuelos | La Canonja, Tarragona       |
| XVII   | 2008       | Kiss      | Jordi Muxach Pagès      | L'Estartit, Girona          |
| XVIII  | 29/11/2009 | Beti      | Mikel Aizpurua          | Oiartzun, Guipúscoa         |
| XIX    | 2010       | Kiss      | Jordi Muxach Pagès      | L'Estartit, Girona          |
| XX     | 2011       | Artzai    | Peyo Segurola           | Azpeitia, Guipúscoa         |
| XXI    | 27/11/2012 | Xusco     | Miquel Adrover          | Felanitx, Mallorca          |
| XXII   | 24/11/2013 | Xusco     | Miquel Adrover          | Felanitx, Mallorca          |
| XXIII  | 01/12/2014 | Sendy     | Jordi Muxach Pagès      | L'Estartit, Girona          |
| XXIV   | 2015       | Sendy     | Jordi Muxach Pagès      | L'Estartit, Girona          |
| XXV    | 27/11/2016 | Sendy     | Jordi Muxach Pagès      | L'Estartit, Girona          |
| XXVI   | 26/11/2017 | Sua       | Antonio Casona          | Asturies                    |
| XXVII  | 01/12/2018 | Excalibur | Jordi Muxach Pagès      | L'Estartit, Girona          |